# Scopula submutulata
Scopula submutulata là một loài bướm đêm trong họ Geometridae.